# مجزرة مدرسة شادية أبو غزالة
مجزرة مدرسة شادية أبو غزالة (2023) هي مجزرة ارتكبتها قوات الإحتلال الإسرائيلي على المدرسة الواقعة غرب مخيم جباليا للاجئين بقطاع غزة، حيث كانت المدرسة ملجأً للنازحين. وفي 13 ديسمبر2023 وبعد حصار المدرسة لعدة أيام أفاد شهود عيان أن الجنود أطلقوا النار على النازحين وقتلوهم من مسافة قريبة، ثم قاموا بحرق المدرسة. فتم العثور على خمسة عشر جثة، وقالت امرأة ممن كانوا موجودين أن الجنود أخذوا جميع الرجال ثم أطلقوا النار على إمرأة وجميع أطفالها مباشرة.
وذكر المرصد الأورومتوسطي أن الضحايا تعرضوا لإعدامات ميدانية أثناء استجوابهم. ودعا مجلس العلاقات الأميركية الإسلامية إدارة بايدن إلى الرد على التقارير التي تتحدث عن المجزرة.

## خلفية الحدث
في ساعاتِ الصباح الأولى من يوم السابع من أكتوبر 2023 أطلقت حركة المقاومة الإسلامية حماس عبر ذراعها العسكري كتائب الشهيد عز الدين القسام عملية طوفان الأقصى وذلك ردًا على الإعتداءات الإسرائيلية وتدنيس الأقصى والاستمرار في الاستيطان، كما أكّد على ذلك محمد الضيف القائد العام للقسّام والذي أعطى إشارة انطلاق العمليّة التي شهدت اقتحامًا من المقاومين لمستوطنات غلاف غزة ونجحوا في قتلِ عدد من الجنود الإسرائيلين، وأسر عشرات آخرين كما استطاعوا خلال ساعات قطع عشرات الكيلومترات ووصلوا لمستوطنات أبعد من تلك المحيطة والقريبة من قطاع غزة.
استمرَّت الاشتباكات بين الجيش الإسرائيلي وبين المقاومين في عديد من المستوطنات وعلى رأسها مستوطنة سديروت. الرد الإسرائيلي على هذه العمليّة جاء من خلال شنّ سلاح الجو الإسرائيلي عشرات الغارات العشوائيّة على القطاع متسبّبة في مقتل عشرات المدنيين وتدمير البنية التحتية لمدن القطاع، ليصل حد فرض إغلاق شامل وقطع متعمد لكل الخدمات من ماء وكهرباء وغاز، وهو ما هدَّد حياة أكثر من مليونَي فلسطيني يعيشُ داخل القطاع الذي يُعاني أصلًا من تبعات الحصار الخانق عليهم منذ ستة عشر عاماً.
وفي مساء يوم 27 أكتوبر/تشرين الأول، أعلن جيش الاحتلال الإسرائيلي بدء الهجوم بري على قطاع غزة من خلال بدء التوغل في بلدة بيت حانون ومخيم البريج. وسط سلسلة من الغارات الجوية الإسرائيلية واسعة النطاق التي أدت إلى قطع الاتصالات والإنترنت في غزة.